# Avraham Liessin
Avraham (Avrom) Liessin (em ídiche: אַבֿרהם ליעסין) era o pseudônimo de Avraham Walt (n. 19/05/1872 – f. 5/11/1938), poeta e jornalista judeu do movimento trabalhista da diáspora judaica, que se tornou um dos maiores expoentes da poesia ídiche-americana.

## Biografia
Liessin nasceu em Minsk, na zona de assentamento judeu do Império Russo, em uma família de rabinos. Recebeu educação judaica tradicional, tendo estudado na Yeshivá de Slobodka e depois na de Volozhin, mas ao mesmo tempo sendo exposto à literatura da haskalá e às ideias socialistas. Essas influências aparecem desde seus primeiros poemas, onde criticava a tendência dos judeus russos de se integrarem à cultura local, e apelava para o desenvolvimento da cultura ídiche e a incorporação do espírito judaico ao socialismo, através dos valores judaicos, seu patrimônio cultural e literatura.
Em 1897, juntou-se ao Bund, o partido dos trabalhadores judeus russos, poloneses e lituanos. No mesmo ano fugiu da Rússia para os Estados Unidos, onde passou a escrever no jornal ídiche "Forverts" ("The Forward", em inglês). Em 1913 começou a trabalhar como editor do periódico "Die Zukunft" (O Futuro), onde publicou as obras dos maiores autores ídiches de seu tempo.
No princípio não se via convencido pelos ideais sionistas, que ainda estavam em formação, por achar que não eram realistas. Seu pensamento se transformou em 1929 após os massacres cometidos contra judeus na Palestina (Massacre de Hebron de 1929).
Em janeiro de 1931 publicou em seu jornal o artigo de Shmuel Dayan, quem considerava uma das mais admiráveis personagens do movimento trabalhista israelense. Isso gerou um conflito com o editor do jornal, que temia represália por parte do Partido Trabalhista Britânico.
Em 1949 foi construído em sua homenagem um teatro em Tel Aviv, o teatro Beit Liessin. Em 1945 foi fundada no Rio de Janeiro uma escola com seu nome, voltada para a comunidade judaica local.

## Obras
- Lembranças e Imagens (Zikhroynes un Bilder); com introdução por Berl Katznelson; Tel Aviv, editora Am-Oved, 1943.
- Músicas e Poemas (1888-1938) (Lieder un Poemen); com ilustrações de Marc Chagall, em três volumes; Nova York, editora Forverts Association, 1938. (em ídiche)